# Кубок Польщі з футболу 1981—1982
Кубок Польщі з футболу 1981–1982 — 28-й розіграш кубкового футбольного турніру в Польщі. Титул вперше здобула Лех (Познань).

## Календар
| Раунд           | Матчі | Клуби     |
| --------------- | ----- | --------- |
| Перший раунд    | 62    | 174 → 112 |
| Другий раунд    | 32    | 112 → 80  |
| Третій раунд    | 32    | 80 → 48   |
| Четвертий раунд | 16    | 48 → 32   |
| 1/16 фіналу     | 16    | 32 → 16   |
| 1/8 фіналу      | 8     | 16 → 8    |
| 1/4 фіналу      | 4     | 8 → 4     |
| 1/2 фіналу      | 2     | 4 → 2     |
| Фінал           | 1     | 2 → 1     |

## Перший раунд
| Команда 1                     | Рахунок      | Команда 2                         |
| ----------------------------- | ------------ | --------------------------------- |
| Полонія (Лазиська-Гурне)      | 2:0          | ЛТС Лабенди                       |
| ЛЗС Ґрудиня                   | 4:3          | Спарта (Забже)                    |
| Орзел (Вепш)                  | 1:7          | АКС Нівка (Сосновець)             |
| Сталь (Ґожице)                | 1:0          | Гурник 09 (Мисловиці)             |
| Вда (Свеце)                   | 2:3 дч       | Полонія (Бидгощ)                  |
| Хойнічанка (Хойниці)          | 6:1          | Вісла (Тчев)                      |
| Снярдви (Ожиш)                | 1:2 дч       | Стоміл (Ольштин)                  |
| Легія (Хелмжа)                | 2:3 дч       | Гвардія (Щитно)                   |
| Вармя (Ольштин)               | 0:0 пен. 2:4 | Хемік (Бидгощ)                    |
| ЛЗС Віхер Клодзіно            | 3:0          | Поможанін (Торунь)                |
| Велна (Рогозьно)              | 0:4          | Мешко (Гнезно)                    |
| Варта-2 (Познань)             | 0:3          | Лехія (Зелена Гура)               |
| Чарні (Жагань)                | 6:0          | Полонія (Піла)                    |
| Адміра (Познань)              | 0:2 дч       | Варта (Познань)                   |
| Сярка-2 (Тарнобжег)           | 2:0          | Будовляні (Люблін)                |
| Заглембє (Любін)              | 2:1          | Шльонськ-2 (Вроцлав)              |
| Полонія (Лешно)               | 3:4          | Остров'я (Острув-Велькопольський) |
| Кузня (Явор)                  | 4:3 дч       | Медзь (Легниця)                   |
| Вісла-2 (Тчев)                | 0:5          | Олімпія (Ельблонг)                |
| Жулави (Новий Двур-Ґданський) | 2:5          | МРКС Гданськ                      |
| Далін (Мислениці)             | 3:1          | Гарбарня (Краків)                 |
| Пуща (Неполомиці)             | 2:3          | Карпати (Кросно)                  |
| Бохеньскі КС                  | 0:2          | Ґлінік (Горлиці)                  |
| Попрад (Ритро)                | 0:2          | Сандеція (Нови Сонч)              |
| Сталь-2 (Ряшів)               | 3:2          | Сталь (Нова Демба)                |
| Погонь (Любачув)              | 6:3 дч       | Віслока (Дембиця)                 |
| Томасовія (Томашів)           | -:+          | Сярка (Тарнобжег)                 |
| Ягеллонія-2 (Білосток)        | 3:1          | Вігри (Сувалки)                   |
| Будовляні (Вроцлав)           | 1:2          | Парафаґ (Вроцлав)                 |
| Белав'янка (Белава)           | 4:2          | Метал (Ключборк)                  |
| Гриф (Грифув-Шльонський)      | 0:0 пен. 4:2 | Одра (Водзіслав-Шльонський)       |
| Влокняж (Каліш)               | 1:2 дч       | Хробри (Глогув)                   |
| Одра-2 (Ополе)                | 1:3          | Ракув-2 (Ченстохова)              |
| Бленкітні-2 (Кельці)          | 2:1          | Люблінянка (Люблін)               |
| Фадом (Новоґруд-Бобжанський)  | 2:3 дч       | Арка (Нова Суль)                  |
| Велім (Щецінек)               | 1:0          | Бленкінті (Старгард)              |
| Вибжеже (Обязда)              | 0:4          | Гриф (Слупск)                     |
| Балтик-2 (Гдиня)              | 4:1          | Ґеданя (Гданськ)                  |
| МКС Тшебіня-Серша             | 1:2          | Малапанев (Озімек)                |
| Скра (Ченстохова)             | 3:2          | Мотор (Прашка)                    |
| Цукровник (Хибе)              | 0:5          | Ураня (Руда-Шльонська)            |
| Башта (Завада)                | 1:8          | Авіа (Свідник)                    |
| Заджев (Завадувка)            | 1:3          | Іглоополь (Дембиця)               |
| МКС Цеханув                   | 0:3          | Полонія (Варшава)                 |
| Відзев-2 (Лодзь)              | 2:1 дч       | Корона (Кельці)                   |
| Старт (Лодзь)                 | 0:4          | Влукняж (Паб'яниці)               |
| Влоцлав'я (Влоцлавек)         | 2:0 дч       | Борута (Зґеж)                     |
| Оркан (Сохачев)               | 1:0          | Орзел (Вежбиця)                   |
| РКС-2 Урсус (Варшава)         | 3:0          | Орзел-2 (Вежбиця)                 |
| Погонь (Здунська Воля)        | 0:3          | Лехія (Томашів-Мазовецький)       |
| Орліч (Сухеднюв)              | 1:1 пен. 8:7 | РКС (Радомсько)                   |
| Чарні 1910 (Ясло)             | 3:1          | Сталь (Невядув)                   |
| Гурник (Конін)                | 0:1          | Унія (Скерневиці)                 |
| Вісла (Пулави)                | 1:0          | Гутнік (Варшава)                  |
| Нарев (Остроленка)            | 4:2          | Мазур (Елк)                       |
| Орзел (Кольно)                | 3:3 пен. 4:2 | Полонез (Варшава)                 |
| Підляшшя (Біла Підляська)     | 3:0          | Погонь (Седльце)                  |
| Вісла-2 (Плоцьк)              | 1:0          | АЗС-АВФ Варшава                   |
| Вісла-2 (Краків)              | 6:6 пен. 4:2 | БКС Сталь (Бельсько-Бяла)         |
| Валька (Макошови)             | 1:3          | ГКС (Ястшембе)                    |
| Рух (Радзьонкув)              | 3:4          | Лехія (Пеховиці)                  |
| Целюльоза (Костшин)           | +:-          | ?                                 |

## Другий раунд
| Команда 1                | Рахунок      | Команда 2                         |
| ------------------------ | ------------ | --------------------------------- |
| ЛЗС Віхер Клодзіно       | 1:6          | Арка (Нова Суль)                  |
| Велім (Щецінек)          | 3:0          | Чарні (Жагань)                    |
| Заглембє (Любін)         | 1:1 пен. 3:2 | Остров'я (Острув-Велькопольський) |
| Кузня (Явор)             | 6:4          | Гриф (Грифув-Шльонський)          |
| Балтик-2 (Гдиня)         | 0:5          | Хойнічанка (Хойниці)              |
| Оркан (Сохачев)          | 0:2          | Вісла-2 (Плоцьк)                  |
| Бленкітні-2 (Кельці)     | 0:1          | Влукняж (Паб'яниці)               |
| Орліч (Сухеднюв)         | 2:2 пен. 4:5 | Відзев-2 (Лодзь)                  |
| РКС-2 Урсус (Варшава)    | 0:2          | Підляшшя (Біла Підляська)         |
| Лехія (Пеховиці)         | 3:4 дч       | Малапанев (Озімек)                |
| Скра (Ченстохова)        | 2:3          | АКС Нівка (Сосновець)             |
| Вісла-2 (Краків)         | 2:1          | Ґлінік (Горлиці)                  |
| Сталь-2 (Ряшів)          | 0:1          | Сандеція (Нови Сонч)              |
| Чарні 1910 (Ясло)        | 1:2          | Погонь (Любачув)                  |
| Вісла (Пулави)           | 3:0          | Сярка-2 (Тарнобжег)               |
| Іглоополь (Дембиця)      | 1:0 дч       | Сталь (Ґожице)                    |
| Орзел (Кольно)           | 3:0          | Сярка (Тарнобжег)                 |
| Нарев (Остроленка)       | 6:0          | Хемік (Бидгощ)                    |
| Влоцлав'я (Влоцлавек)    | 1:2          | Лехія (Томашів-Мазовецький)       |
| Белав'янка (Белава)      | 1:2          | Унія (Скерневиці)                 |
| Ягеллонія-2 (Білосток)   | 2:1          | Полонія (Варшава)                 |
| Окенце (Варшава)         | 2:5          | Стоміл (Ольштин)                  |
| Хробри (Глогув)          | 3:2 дч       | Парафаґ (Вроцлав)                 |
| Карпати (Кросно)         | 1:2          | Авіа (Свідник)                    |
| Далін (Мислениці)        | 4:4 пен. 4:3 | Ураня (Руда-Шльонська)            |
| Полонія (Лазиська-Гурне) | 1:0          | Ракув-2 (Ченстохова)              |
| Гриф (Слупск)            | 2:1          | Варта (Познань)                   |
| Гвардія (Щитно)          | 5:0          | МРКС Гданськ                      |
| Олімпія (Ельблонг)       | 2:1          | Полонія (Бидгощ)                  |
| ЛЗС Ґрудиня              | 2:7          | ГКС (Ястшембе)                    |
| Целюльоза (Костшин)      | 1:2          | Мешко (Гнезно)                    |
| Лехія (Зелена Гура)      | +:-          | ?                                 |

## Третій раунд
| Команда 1                   | Рахунок       | Команда 2                           |
| --------------------------- | ------------- | ----------------------------------- |
| АКС Нівка (Сосновець)       | 4:1           | ГКС (Тихи)                          |
| Полонія (Лазиська-Гурне)    | 1:0 дч        | РОВ (Рибник)                        |
| Ягеллонія-2 (Білосток)      | 1:0           | Полонія (Битом)                     |
| Малапанев (Озімек)          | 2:5           | П'яст (Гливиці)                     |
| Іглоополь (Дембиця)         | 2:3           | Конкордія (Кнурув)                  |
| Далін (Мислениці)           | 0:2           | Краковія (Краків)                   |
| Велім (Щецінек)             | 0:3           | Стільон (Гожув-Великопольський)     |
| Заглембє (Любін)            | 1:0           | Гурник (Валбжих)                    |
| Кузня (Явор)                | 0:6           | Заглембє (Валбжих)                  |
| Хойнічанка (Хойниці)        | 1:1 пен. 6:5  | Сточньовец (Гданськ)                |
| Лехія (Томашів-Мазовецький) | 2:4           | Бленкітні (Кельці)                  |
| Вісла-2 (Плоцьк)            | 0:0 пен. 4:3  | Бронь (Радом)                       |
| Відзев-2 (Лодзь)            | 0:3           | Радомяк (Радом)                     |
| Вісла-2 (Краків)            | 1:3           | Гутник (Краків)                     |
| Сандеція (Нови Сонч)        | 2:3           | Сталь (Стальова Воля)               |
| Погонь (Любачув)            | 1:5           | Сталь (Ряшів)                       |
| Авіа (Свідник)              | 2:0           | Ресовія (Ряшів)                     |
| Олімпія (Ельблонг)          | 2:0           | Лехія (Гданськ)                     |
| Гриф (Слупск)               | 1:0 дч        | Олімпія (Познань)                   |
| Лехія (Зелена Гура)         | 1:2 дч        | Сталь (Щецин)                       |
| ГКС (Ястшембе)              | 2:1           | ГКС (Катовиці)                      |
| Хробри (Глогув)             | 2:0           | Криштал (Строне-Шльонські)          |
| Унія (Скерневиці)           | 1:1 пен. 10:9 | Мото (Єльч Олава)                   |
| Влукняж (Паб'яниці)         | 1:0           | Конкордія (Пйотркув-Трибунальський) |
| Нарев (Остроленка)          | 0:5           | РКС Урсус (Варшава)                 |
| Стоміл (Ольштин)            | 1:2           | Вісла (Плоцьк)                      |
| Підляшшя (Біла Підляська)   | 9:1           | Ягеллонія (Білосток)                |
| Вісла (Пулави)              | 5:0           | Стар (Стараховиці)                  |
| Орзел (Кольно)              | 1:4           | Гвардія (Варшава)                   |
| Арка (Нова Суль)            | 1:0           | Арконія (Щецин)                     |
| Гвардія (Щитно)             | 1:0           | Гвардія (Кошалін)                   |
| Мешко (Гнезно)              | 2:4           | Погонь (Щецин)                      |

## Четвертий раунд
| Команда 1                | Рахунок | Команда 2                       |
| ------------------------ | ------- | ------------------------------- |
| Полонія (Лазиська-Гурне) | 3:1     | Конкордія (Кнурув)              |
| Ягеллонія-2 (Білосток)   | 2:1 дч  | Підляшшя (Біла Підляська)       |
| АКС Нівка (Сосновець)    | 0:1     | П'яст (Гливиці)                 |
| Сталь (Стальова Воля)    | 4:0     | Краковія (Краків)               |
| Арка (Нова Суль)         | 1:2     | Стільон (Гожув-Великопольський) |
| ГКС (Ястшембе)           | 1:2     | Заглембє (Валбжих)              |
| Хойнічанка (Хойниці)     | 2:1     | Гриф (Слупск)                   |
| Бленкітні (Кельці)       | 2:0 дч  | Радомяк (Радом)                 |
| Сталь (Ряшів)            | 2:1     | Гутник (Краків)                 |
| Погонь (Щецин)           | 3:1 дч  | Сталь (Щецин)                   |
| Хробри (Глогув)          | 2:0     | Заглембє (Любін)                |
| Унія (Скерневиці)        | 1:3     | Влукняж (Паб'яниці)             |
| Олімпія (Ельблонг)       | 1:3     | Вісла (Плоцьк)                  |
| Вісла (Пулави)           | 0:1     | Авіа (Свідник)                  |
| Вісла-2 (Плоцьк)         | 0:4     | Гвардія (Варшава)               |
| Гвардія (Щитно)          | 2:0     | РКС Урсус (Варшава)             |

## 1/16 фіналу
| Команда 1                       | Рахунок      | Команда 2            |
| ------------------------------- | ------------ | -------------------- |
| Полонія (Лазиська-Гурне)        | 0:2          | Заглембє (Сосновець) |
| Ягеллонія-2 (Білосток)          | 1:2          | Легія (Варшава)      |
| П'яст (Гливиці)                 | 0:2          | Гурник (Забже)       |
| Сталь (Стальова Воля)           | 1:6          | Мотор (Люблін)       |
| Стільон (Гожув-Великопольський) | 1:4          | Лех (Познань)        |
| Заглембє (Валбжих)              | 3:0          | Рух (Хожув)          |
| Хойнічанка (Хойниці)            | 1:2          | Відзев (Лодзь)       |
| Бленкітні (Кельці)              | 0:1          | ЛКС (Лодзь)          |
| Сталь (Ряшів)                   | 2:0          | Сталь (Мелець)       |
| Погонь (Щецин)                  | 2:1 дч       | Одра (Ополе)         |
| Хробри (Глогув)                 | 0:2          | Вісла (Краків)       |
| Влукняж (Паб'яниці)             | 0:0 пен. 4:5 | Арка (Гдиня)         |
| Вісла (Плоцьк)                  | 0:2          | Шльонськ (Вроцлав)   |
| Авіа (Свідник)                  | 2:1 дч       | Шомберки (Битом)     |
| Гвардія (Варшава)               | 3:1          | Завіша (Бидгощ)      |
| Гвардія (Щитно)                 | 1:0          | Балтик (Гдиня)       |

## 1/8 фіналу
| Команда 1         | Рахунок      | Команда 2            |
| ----------------- | ------------ | -------------------- |
| Лех (Познань)     | 3:0          | Заглембє (Сосновець) |
| Гвардія (Варшава) | 1:2          | Гурник (Забже)       |
| Авіа (Свідник)    | 1:1 пен. 5:6 | Мотор (Люблін)       |
| Гвардія (Щитно)   | 0:2          | ЛКС (Лодзь)          |
| Погонь (Щецин)    | 3:2          | Заглембє (Валбжих)   |
| Сталь (Ряшів)     | 0:2          | Вісла (Краків)       |
| Легія (Варшава)   | 1:2          | Арка (Гдиня)         |
| Відзев (Лодзь)    | 1:0          | Шльонськ (Вроцлав)   |

## 1/4 фіналу
| Команда 1      | Рахунок      | Команда 2      |
| -------------- | ------------ | -------------- |
| Лех (Познань)  | 1:1 пен. 5:4 | Відзев (Лодзь) |
| Гурник (Забже) | 2:1          | ЛКС (Лодзь)    |
| Погонь (Щецин) | 2:1          | Вісла (Краків) |
| Мотор (Люблін) | 0:3          | Арка (Гдиня)   |

## 1/2 фіналу
| Команда 1      | Рахунок | Команда 2      |
| -------------- | ------- | -------------- |
| Лех (Познань)  | 2:0     | Арка (Гдиня)   |
| Погонь (Щецин) | 2:1 дч  | Гурник (Забже) |

## Фінал
| 19 травня 1982 |

| Лех (Познань) | 1:0      | Погонь (Щецин) |
| ------------- | -------- | -------------- |
| Оконьскі 37'  | Протокол |                |

| Стадіон «Опоровська», Вроцлав Глядачів: 15 000 Арбітр: Александер Суханек |